# Aleksandr Zavarov
Aleksandr Anatolyevich Zavarov ou Oleksandr Anatoliyovych Zavarov - respectivamente, em russo, Александр Анатольевич Заваров e, em ucraniano, Олександр Анатолійович Заваров (Luhans'k, 20 de abril de 1961) é um ex-futebolista e treinador de futebol ucraniano.

## Carreira na URSS
Tornou-se jogador aos 16 anos de idade, no time de sua cidade, o Zorya Luhans'k (à época, SC Zorya). Entre 1980 e 1981, jogou pelo SKA Rostov, voltando ao Zorya em 1982. No ano seguinte, transferiu-se para o poderoso Dínamo de Kiev, onde seria campeão duas vezes no campeonato soviético, em 1985 e 1986, ano em que esteve no auge: participou da Copa de 1986, no México e foi eleito o sexto melhor jogador europeu pela France Football (o prêmio ficou com o colega Ihor Byelanov), além de ser eleito também o jogador ucraniano e soviético do ano, além de ter sido campeão com o Dínamo na Recopa Europeia e novamente no campeonato soviético.

## História e fracasso na Itália
Em 1988, com a abertura do comunismo, pôde ir para a Europa Ocidental jogar na Juventus, tornando-se o primeiro soviético (e ucraniano) a jogar no clube e na Itália. A contratação deu-se após o bom desempenho da URSS na Eurocopa de 1988, quando a equipe terminou vice-campeã.
Entretanto, a duríssima missão de substituir o francês Michel Platini provou-se pesada demais a Zavarov. A diretoria da Vecchia Signora ainda traria, na temporada seguinte, o bielorrusso Syarhey Aleynikaw, seu colega de Seleção. A dupla permaneceria até 1990, conquistando nesse ano uma Copa da UEFA e uma Copa da Itália (seus únicos títulos na Juve) e integrando a Seleção que disputaria a Copa de 1990, onde não evitou a eliminação na fase de grupos.
Despediu-se de seleções após a participação no torneio, não chegando a jogar pelas equipes da CEI e da Ucrânia. Ainda assim, foi incluído na seleção ucraniana do século sugerida pela revista semanal Ukrainsky Futbol.

## Depois de 1990
Após a Copa de 1990, foi jogar na França, no Nancy (curiosamente, outro ex-clube de Platini), onde atuou até 1995, quando assinou com a equipe semi-amadora do Saint-Dizier, onde acumuliaria ainda a função de técnico até 1998, quando encerrou a carreira de jogador para concentrar-se apenas no comando do time.

## Carreira de técnico
Além do Saint-Dizier, Zavarov treinou ainda o Wil (Suíça), o Astana (Cazaquistão), o Metalist Kharkiv e o Arsenal Kiev.
Entre 2013 e 2016 foi auxiliar-técnico da Seleção Ucraniana, pela qual chegou a ser treinador interino em 2012, ficando sem trabalhar por 2 anos. Voltou ao futebol em 2016, como olheiro do Dínamo de Kiev.